# Olaf Struck
Olaf Struck (* 1964 in Bremen) ist ein deutscher Soziologe und Hochschullehrer.

## Biografie
Struck studierte Soziologie mit Rechtswissenschaften im Nebenfach, welches er 1990 an der Universität Bremen mit Diplom abschloss. Daraufhin erhielt er 1990 ein Promotionsstipendium am DFG-Graduiertenkolleg „Lebenslauf und Sozialpolitik“ und promovierte an der Universität Bremen.
Er war tätig als wissenschaftlicher Assistent an der Humboldt-Universität zu Berlin (1993–1995), als wissenschaftlicher Mitarbeiter im Sonderforschungsbereich 186 „Risikolagen und Statuspassagen im Lebensverlauf“ an der Universität Bremen (1995–2000), als wissenschaftlicher Assistent an der Universität Leipzig (2000–2001), als Projektleiter im Sonderforschungsbereich 580 an den Universitäten Jena und Halle, sowie als wissenschaftlicher Oberassistent an der Friedrich Schiller-Universität Jena (2001–2009).
2005 habilitierte er sich an der Friedrich-Schiller Universität Jena und war daraufhin Vertretungsprofessor für Soziologie, insb. Empirische Sozialstrukturanalyse an der Universität Göttingen (2007–2008) und am Lehrstuhl Soziologische Theorie (2008–2009) an der Universität Halle-Wittenberg. Seit 2009 ist er Professor für Arbeitswissenschaft an der Otto-Friedrich Universität Bamberg. Hier ist er auch Chief Information Officer (CIO), Sprecher des Professoriums der Sozial- und Wirtschaftswissenschaftlichen Fakultät sowie Sprecher der Fachgruppe Soziologie.
Struck ist Mitherausgeber der Zeitschriften Journal for Labour Market Research, SPW und Soziologische Revue sowie Vorsitzender der Deutschen Vereinigung für sozialwissenschaftliche Arbeitsmarktforschung (SAMF e.V.). Darüber hinaus ist er im wissenschaftlichen Beirat des Fördernetzwerks Interdisziplinäre Sozialpolitikforschung (FIS) des Bundesministeriums für Arbeit und Soziales, der Zeitschrift Sozialer Fortschritt und dem Erwerbstätigenpanel des Bundesinstituts für Berufsbildung. Er war im Vorstand der Deutschen Gesellschaft für Soziologie, Mitglied Research Affiliate und wissenschaftlicher Leiter des Bereiches Lernumwelten im Nationalen Bildungspanel im Leibniz-Institut für Bildungsverläufe, Dekan der sozial- und wirtschaftswissenschaftlichen Fakultät sowie im Senat und Hochschulrat der Universität Bamberg.

### Forschungsschwerpunkte
Struck hat sich mit Entwicklungen am Arbeitsmarkt, in der Wirtschaft und in der Sozialpolitik befasst, sowie Arbeitsorganisationen und Bildungssysteme erforscht. An der Universität in Bamberg forscht er mit statistischen sowie mit qualitativen analytischen Methoden zu den Themen:
- Digitale technische Unterstützungssysteme sowie Kommunikations- und Kooperationsprozesse in der Arbeitswelt und Wechselwirkungen mit Qualifikationen, Gesundheit und sozialen Interaktionen.
- Gatekeepingprozesse und die Ursachen von Vergabe- und Verteilungsentscheidungen in Medizin, Recht und im Personalwesen.
- Soziale Gerechtigkeit und gesellschaftliche Akzeptanz von sozial- und arbeitsmarktpolitischer Maßnahmen und Regelungen.
- Mobilität am Arbeitsmarkt und ihre individuellen, betrieblichen und wirtschaftsstrukturellen Ursachen und Wirkungen.
- Arbeitsmarktentwicklung und betriebliche Beschäftigungssysteme und ihre Folgen für Menschen, Betriebe und Wirtschaftsregionen.
- Schulisches Lernen und berufliche Qualifikationsentwicklung.

## Werke
- K. F. Schumann, G. U. Dietz, M. Gehrmann, H. Kaspras, O. Struck: Private Wege der Wiedervereinigung: die deutsche Ost-West-Migration vor der Wende. Deutscher Studien Verlag, Weinheim 1996, ISBN 3-89271-663-3. (Statuspassagen und Lebenslauf Band 8)
- O. Struck: Individuenzentrierte Personalentwicklung. Konzepte und empirische Befunde. Campus, Frankfurt am Main / New York 1998, ISBN 3-593-36001-2. (2. Aufl. 2020)
- R. George, O. Struck (Hrsg.): Generationenaustausch im Unternehmen. Rainer-Hampp, München/Mering 2000, ISBN 3-87988-452-8.
- O. Struck, C. Köhler (Hrsg.): Beschäftigungsstabilität im Wandel? Empirische Befunde und theoretische Erklärungen für West und Ostdeutschland. 2., verb. Auflage. Rainer-Hampp, München/Mering 2005, ISBN 3-87988-921-X.
- O. Struck u. a.: Arbeit und Gerechtigkeit. Entlassungen und Lohnkürzungen im Urteil der Bevölkerung. VS-Verlag, Wiesbaden 2006, ISBN 3-531-15159-2.
- O. Struck: Flexibilität und Sicherheit. Empirische Befunde, theoretische Konzepte und politische Gestaltung (in-)stabiler Beschäftigung. VS-Verlag, Wiesbaden 2006, ISBN 3-531-15078-2.
- C. Köhler, O. Struck u. a.: Offene und geschlossene Beschäftigungssysteme. Determinanten, Risiken und Nebenwirkungen. VS-Verlag, Wiesbaden 2008, ISBN 978-3-531-15895-2.
- H. Seifert, O. Struck (Hrsg.): Arbeitsmarkt und Sozialpolitik. Kontroversen um Effizienz und Sicherheit. VS-Verlag, Wiesbaden 2009, ISBN 978-3-531-16304-8.
- O. Struck (Hrsg.): Industrial Relations and Social Standards in an Internationalized Economy. Rainer Hampp Verlag, 2010, ISBN 978-3-86618-700-9.
- T. Heipeter, G. Mühge, K. Schmierl, O. Struck (Hrsg.): Berufliche Qualifikationen. Eine Analyse offener und geschlossener Beschäftigungssysteme. Springer VS, 2013, ISBN 978-3-658-02293-8.
- K. Schmierl, P. Schneider, O. Struck, F. Ganesch: Digitale Logistik. Digitalisierungstechnik, Arbeitsbedingungen, Leistungspolitik und Mitbestimmung in Transportlogistik und Kurier-, Express- und Paketdiensten. (= HBS-Study. 477). Düsseldorf 2022, ISBN 978-3-86593-394-2.